# Smeebrug
De Smeebrug is een rijksmonumentale boogbrug in de Utrechtse binnenstad. De brug overspant de Oudegracht.
De naam van de brug is ontleend aan het gilde der smeden, die in dit gebied woonachtig waren. In Utrecht zijn in het westelijk deel van het Museumkwartier tevens nog de op de brug toelopende Lange Smeestraat en Korte Smeestraat, en het Sint Eloyen Gasthuis te vinden. Het Smedengilde St. Eloy bemande in vroegere eeuwen ook de Smeetoren aan de stadsmuur. De kunstenaar Pieter d'Hont vervaardigde rond 1948 beeldhouwwerk getiteld Het ambacht van de smid dat in de brugpijler is geplaatst.
In de landhoofden van de Smeebrug bevinden zich brugkelders, aansluitend liggen werfkelders en werven. Een hoekpand naast de brug huisvestte ooit een bierbrouwerij en is voorzien van een pothuis. In de middeleeuwen werd op de brug markt gehouden.

## Heulen
Op Utrechtse bruggen werd destijds "geheuld". Jonge boerengeliefden reden dan op zondag met sjees over elke Utrechtse brug. Op iedere brug werd Heul-Heul geroepen, waarna ze elkaar kusten. Wegens het onstichtelijke karakter werd het gebruik verboden.

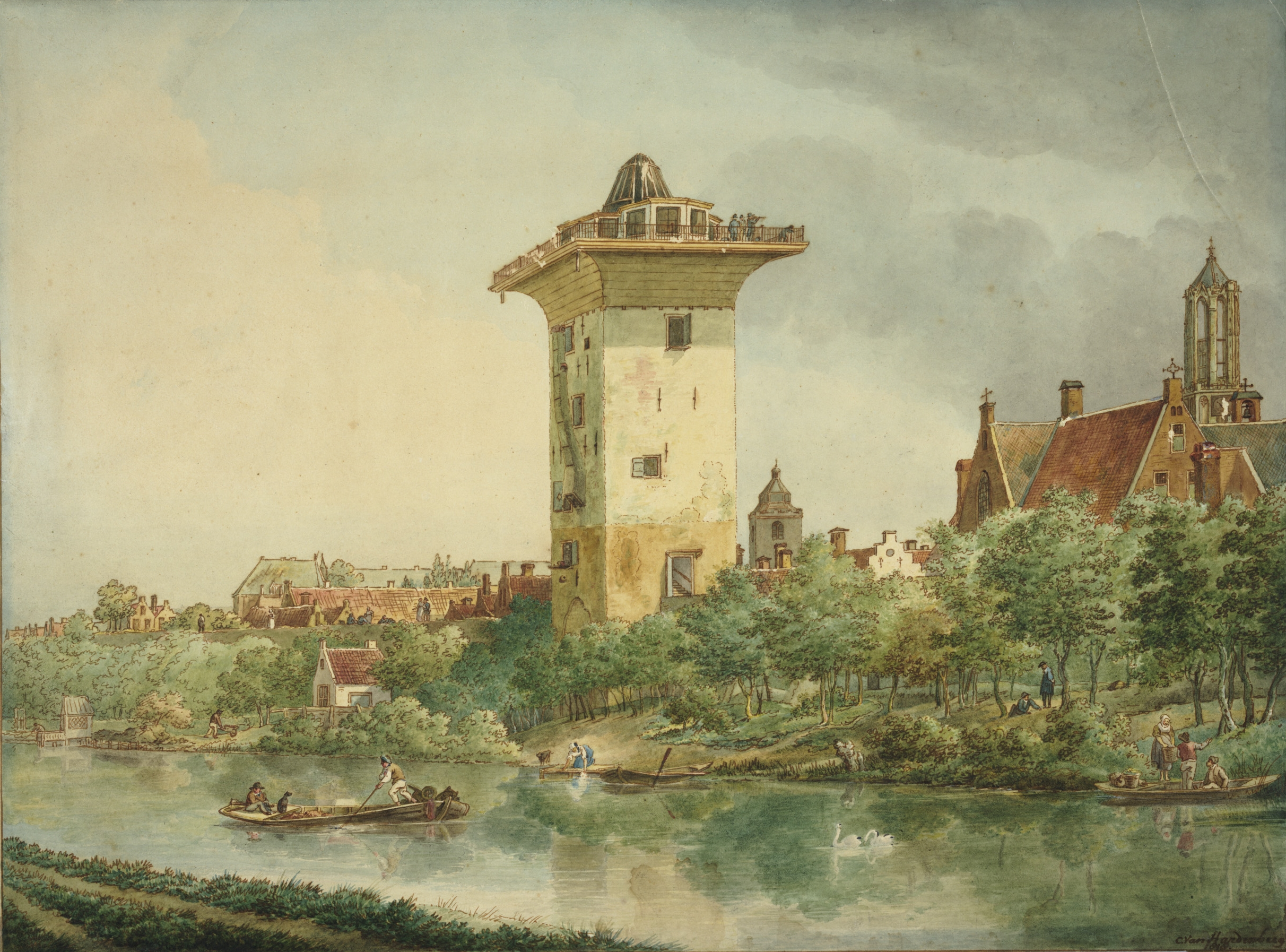
De Smeetoren aan de Stadsbuitengracht in 1818 afgebeeld door Cornelis van Hardenbergh.
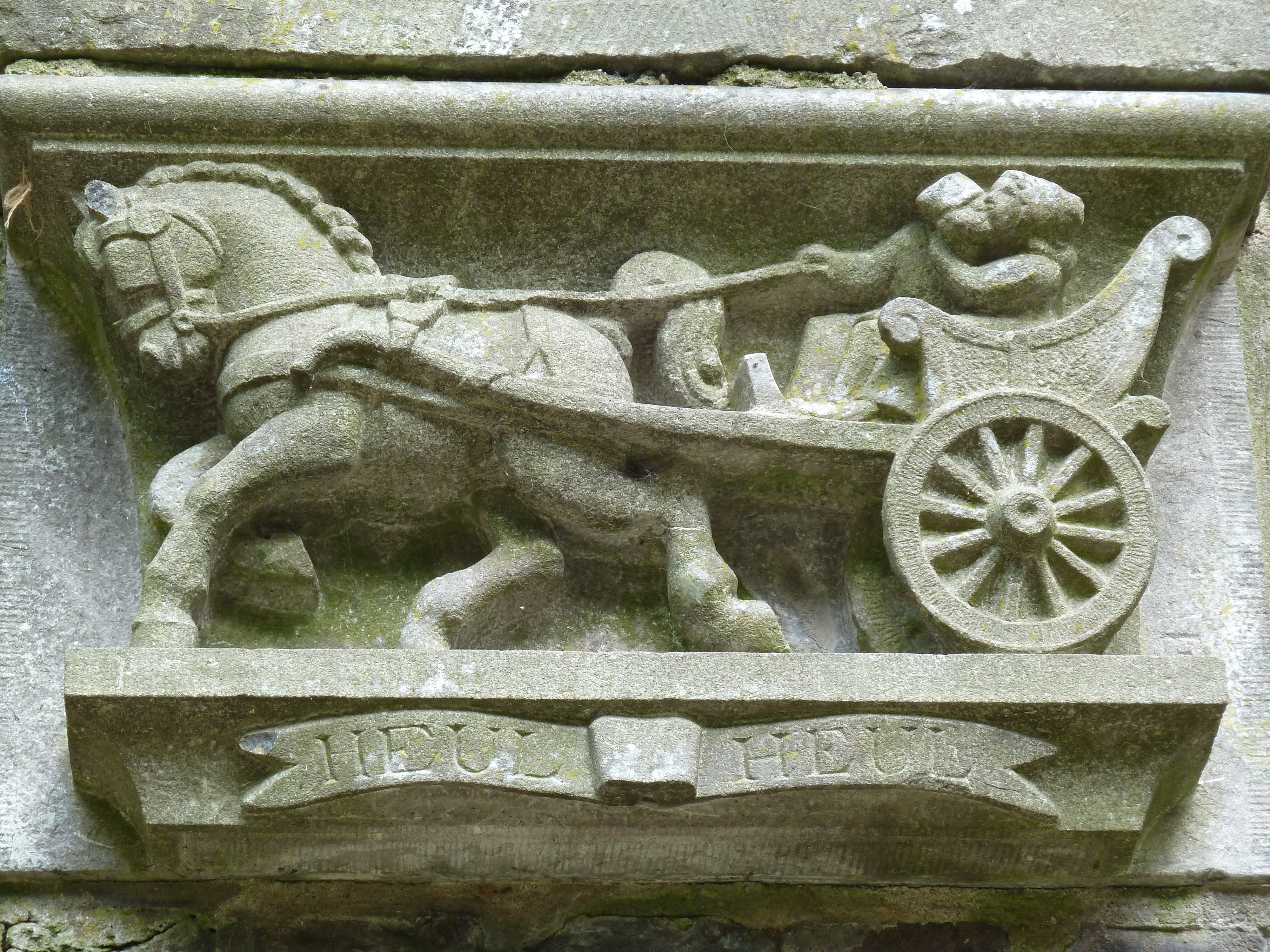
Heulen uitgebeeld in een lantaarnconsole aan de Oudegracht.